# Elachista kakamegensis
Elachista kakamegensis é uma espécie de insetos lepidópteros, mais especificamente de traças, pertencente à família Elachistidae. Foi descrita por Sruoga e De Prins em 2009. É encontrada no Quênia.
A envergadura dos espécimes machos é de cerca de 5,3 milímetros e a dos espécimes fêmeas é de cerca de 6,8 milímetros. As asas dianteiras são de cor castanho-escuro com manchas prateadas.
O nome da espécie foi dado em referência à localidade de Kakamega, no Quênia.